# The Phantom
The Phantom – anulowany projekt konsoli gier wideo rozpoczęty przez firmę Phantom Entertainment, a następnie kontynuowany przez Infinium Labs w 2003 roku. Urządzenie miało być kompatybilne z obecnymi i przyszłymi grami PC, dzięki czemu system miałby ogromną bibliotekę tytułów, a także byłby łatwo dostępny dla deweloperów, tworzących gry dla konsoli. The Phantom miał korzystać z treści pobieranej za pomocą sieci, rezygnując z fizycznych nośników takich jak płyty czy kartridże.
Prasa z 2003 roku twierdziła, że Phanthom powstanie właśnie w tym roku, a oprogramowanie do zarządzania prawami cyfrowymi ma zostać stworzone przez firmę DiStream. Po raz pierwszy prototyp konsoli zaprezentowano na targach E3, choć istnieją podejrzenia, że była to atrapa, gdyż firma Robrady Design została później zatrudniona do opracowania pierwszego prototypu, Synopse ID później brała udział także w produkcji kolejnych generacji prototypów.

## Historia

### Wydanie
The Phantom w internecie został zaprezentowany w dniu 17 sierpnia 2003 roku, zapowiedziano wtedy podstawowe parametry techniczne sprzętu i cenę, która miała wynieść poniżej 399 dolarów. Konsola miała mieć możliwość wyboru podzespołów według upodobań gracza, a także dostęp do specjalnego serwisu PhantomNet w cenie $ 9.95 miesięcznie. Datę wydania konsoli zaplanowano na pierwszy kwartał 2004 roku. Okazało się, że plany dotyczące daty wydania się nie sprawdziły, firma Infinium Labs przesunęła datę premiery na listopad 2004 roku, mimo iż nie rozwinięto oprogramowania internetowego, nie ustalono sposobów dostawy, licencji gier ani nie znaleziono żadnych sprzedawców. Druga planowana data premiery także okazała się niemożliwa do spełnienia, wtedy to Infinium wysłała tysiące faksów, twierdząc, że system zostanie wydany w styczniu 2005 roku.
Gdy termin ten minął, producent przesunął start systemu na marzec 2005 roku. Ten termin także nie został dotrzymany, a Firma Infinium Labs była nieobecna na targach E3 w 2005 roku. Kevin Bachus (były prezes Infinium) zasugerował, że Phantom będzie wydany w tym samym czasie co Xbox 360, to jest jesienią 2005 roku, ale tego dnia też nie wydano konsoli. W sierpniu 2006 roku, konsola Phantom została usunięta ze strony produktów na stronie internetowej Phantom Entertainment.

### Problemy finansowe
Firma nie była w stanie zdobyć 30 milionów dolarów, aby zakończyć produkcję konsoli The Phantom. Firma została zmuszona do redukcji zatrudnienia i skupieniu się na Phantom Lapboard – klawiaturze bezprzewodowej do użytku domowego. The Phantom stracił wiarygodność w branży gier wideo z powodu ciągłego przesuwania daty premiery konsoli i skandali finansowych z udziałem marki Phantom Entertainment, która straciła ponad 62,7 milionów dolarów przy jej tworzeniu.